# Vaire-le-Grand
Vaire-le-Grand is een plaats in het Franse departement Doubs in de regio Bourgogne-Franche-Comté..

## Geschiedenis
Vaire-le-Grand Het behoorde de gemeente Vaire-Arcier in het kanton Marchaux tot dit op 22 maart 2015 werd opgeheven. De gemeente werd ingedeeld met het op diezelfde dag gevormde kanton Besançon-5. Op 1 juni 2016 fuseerde Vaire-Arcier met Vaire-le-Petit tot de huidige gemeente Vaire. Deze gemeente maakt deel uit van het arrondissement Besançon.
Arcier · Vaire-le-Grand · Vaire-le-Petit